# Ли Сонми
Ли Сонми (кор. 이선미, 李善美; род. 2 мая 1992 года), более известная как Сонми, — южнокорейская певица. Является бывшей участницей гёрл-группы Wonder Girls.
В 2010 году Сонми покинула группу, решив заняться обучением и получением образования, поэтому заняла в агентстве статус трейни, однако в августе 2013 года дебютировала с цифровым синглом «24시간이 모자라 (24 Hours)», который добился значительного успеха, попав на второе место в цифровом сингловом чарте, а также заняв третье место в Korea K-Pop Hot 100. Её дебютный мини-альбом Full Moon был выпущен в феврале 2014 года. В 2015 году она вернулась на сцену в составе Wonder Girls после их трёхлетнего перерыва. В 2017 году стало известно, что Сонми и Йеын не стали продлевать свои контракты с агентством, и группа была официально расформирована после десяти лет существования.

## Ранняя жизнь
Сонми родилась 2 мая 1992 года в Иксане, провинция Чолла-Пукто, Республика Корея. В начальной школе училась в Hwangnam Elementary School, а среднюю и старшую школы закончила в Chung Dam School (Chung Dam Middle School и Chung Dam High School). Поступила в Dongguk University по специальности музыкального театра.

## Карьера

### 2006−12: Дебют в Wonder Girls
В мае 2006 года Сонми была объявлена одной из участниц группы Wonder Girls под руководством JYP Entertainment. Группа совершила свой дебют 10 февраля 2007 года на Music Core. В феврале 2010 года было объявлено, что Сонми временно приостанавливает карьеру из-за учёбы, но перед этим завершит все мероприятия, назначенные на февраль. 13 января 2012 года в агентстве объявили, что Сонми продолжает оставаться в компании для улучшения своих музыкальных и танцевальных навыков.

### 2013−16:Full Moonи возвращение в Wonder Girls

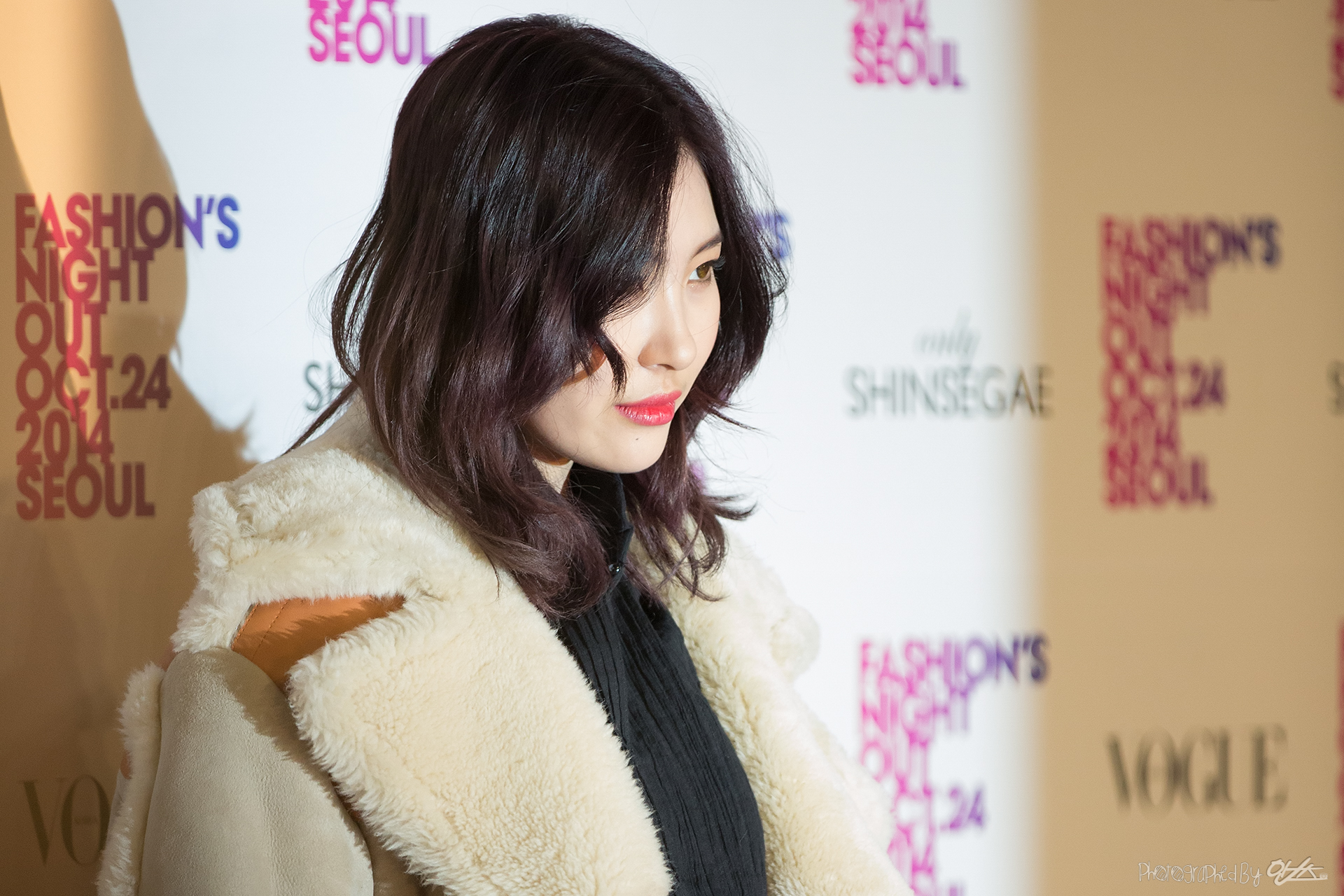
Сонми на Night Out, январь 2014 года

В августе 2013 года было анонсировано, что Сонми возвращается на сцену с сольным дебютом. 22 августа она выступила на M! Countdown. Её дебютный сингл «24 Hours» был выпущен 26 августа и достиг первых строчек многочисленных корейских чартов.
Её дебютный мини-альбом Full Moon был выпущен 17 февраля 2014 года. Одноимённый сингл, записанный с трейни JYP Леной Пак достиг 2 строчки в чарте Gaon и третьей в Billboard K-Pop Hot 100.
24 июня 2015 JYP объявили о возвращении Сонми в Wonder Girls, а также о камбэке самого коллектива после двухлетнего перерыва. 3 августа 2015 года был выпущен альбом Reboot, где Сонми стала соавтором и сопродюсером трёх песен. В 2016 году был выпущен сингловый альбом Why So Lonely, где она также приняла участие в написании и продюсировании треков.

### 2017—2021: Уход из JYP Entertainment,Warningи1/6

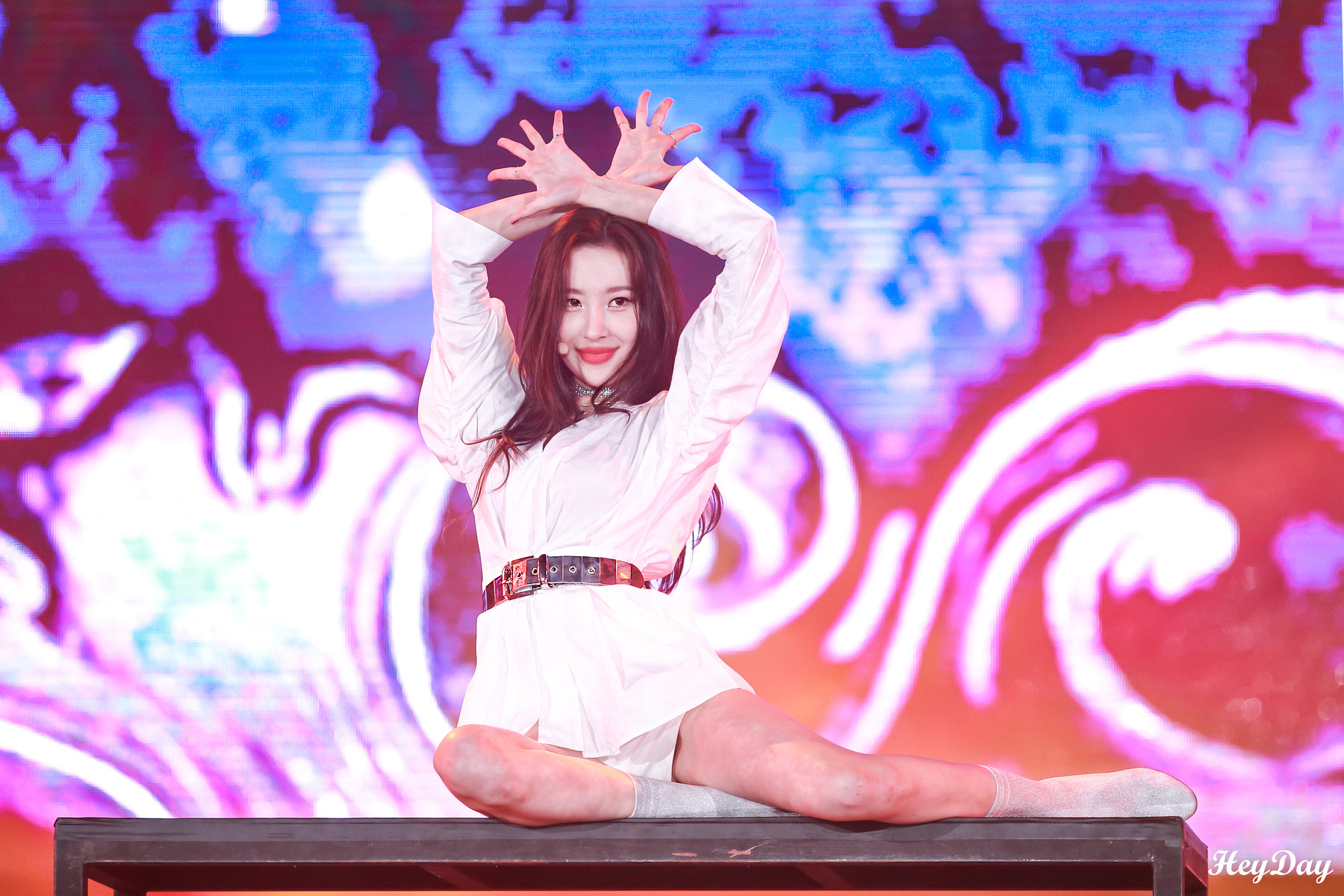
Сонми выступает с синглом «가시나 (Gashina)», октябрь 2017 года

26 января 2017 года компания объявила о распаде группы после попытки переговоров о возобновлении контрактов с Еын и самой Сонми. 10 февраля был выпущен последний сингл «Draw Me». 14 марта было подтверждено, что в конце февраля исполнительница подписала контракт с MakeUs Entertainment по случаю истечения договора с JYP, и прокомментировала это следующим образом: «В новом агентстве я буду усерднее работать над своей музыкой и покажу всем новую сторону себя. Несмотря на это, я хочу поблагодарить своё предыдущее агентство, фанатов и тех, кто поддерживал меня».
21 августа Сонми возвратилась на сцену как сольная исполнительница с синглом «가시나 (Gashina)», продюсером которого стал Тедди Пак. Песня имела хорошие показатели в чартах и набрала большую популярность в Корее; на неё было сделано огромное количество каверов. 1 декабря на Mnet Asian Music Awards Сонми выступила вместе с Тхэмином из Shinee, где они показали танцевальный коллаб из «Gashina» и «Move».

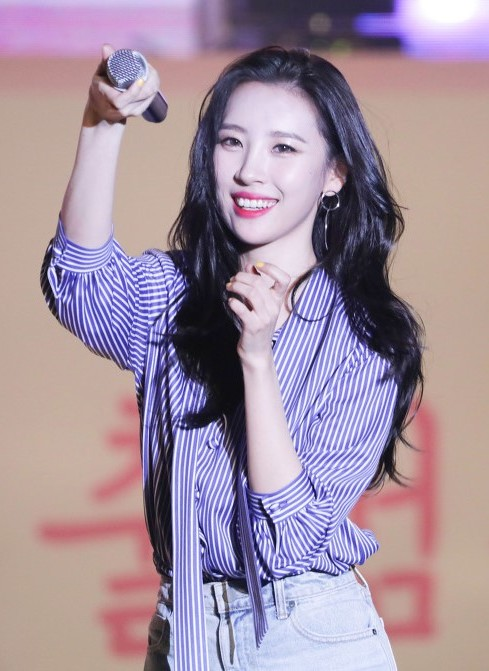
Сонми выступает в университете Кёмён, март 2018 года

18 января 2018 года был выпущен сингл «주인공 (Heroine)», являющийся приквелом к «가시나 (Gashina)» и также спродюсированный Тедди. Почти сразу после выхода песня попала в обвинения о плагиате из-за схожести с синглом «Fight For Love» Шерил Коул, выпущенном в 2009 году. Несмотря на это, лейбл заявил, что «주인공 (Heroine)» полностью оригинальна и никакие сэмплы из сингла Коул в ней не использовались. 4 сентября Сонми выпустила свой второй мини-альбом Warning. Сингл «사이렌 (Siren)» достиг статуса «Perfect All-Kill», что сделало его первой песней исполнительницы с таким результатом. Также песня изначально должна была стать одним из главных треков Wonder Girls ещё до их распада, однако было решено так и не записывать её.
4 марта 2019 года Сонми выпустила сингл «Noir». 27 августа Сонми выпустила сингл под названием «Lalalay».
6 февраля 2020 года Сонми выпустила сингл «Gotta Go» вместе с его инструментальной версией как часть оригинального саундтрека к веб-сериалу XX, в котором она сыграла эпизодическую роль. Двумя днями позже было выпущено танцевальное выступление на эту песню, ставшее впоследствии самым популярным видео канала. 21 мая стало известно, что Сонми вернется в конце июня. Ее сингл «Pporappippam» был выпущен 29 июня. 12 августа она и Пак Чинён выпустили сингл «When We Disco». Она также участвовала в песне Пак Вона «Oh Yeah» из его альбома My Fuxxxxx Romance.
Сонми выпустила сингловой-альбом Tail 23 февраля 2021 года с одноименным ведущим синглом.
Сонми выпустила свой третий мини-альбом 1/6, 6 августа с ведущим синглом «You Can’t Sit With Us».
11 октября Сонми выпустила новый цифровой сингл «Go or Stop». Сингл был выпущен в рамках сотрудничества с DWG KIA, киберспортивной командой League of Legends, которая выиграла чемпионат мира 2020 года.

### 2022-н.в: «Heart Burn»
8 июня 2022 года агентство Сонми объявило, что она готовится к возвращению с новым синглом под названием «Heart Burn» 29 июня.
30 июня агентство объявило о мировом турне '2022 SUNMI TOUR 'GOOD GIRL GONE MAD' через свой официальный канал SNS. Он прошло в Европе и Америке.

## Дискография

### Мини-альбомы
- Full Moon (2014)
- Warning (2018)
- 1/6 (2021)

## Фильмография

### Телесериалы
| Год  | Название                  | Роль       | Телеканал | Примечания       |
| ---- | ------------------------- | ---------- | --------- | ---------------- |
| 2015 | Продюсер                  | Саму себя  | KBS2      | Камео (3 эпизод) |
| 2018 | YG Future Strategy Office | Саму себя  | Netflix   | (4 эпизод)       |
| 2020 | XX                        | Костюмерша | MBC TV    | Камео (тизер)    |

### Развлекальные шоу
| Год  | Название           | Телеканал | Примечания                                |
| ---- | ------------------ | --------- | ----------------------------------------- |
| 2014 | Fashion King Korea | SBS TV    | Участница (2 сезон)                       |
| 2018 | Secret Unnie       | JTBC      |                                           |
| 2020 | RReal World        | YouTube   | Постоянный гость со своими двумя братьями |
| 2020 | Running Girls      | Mnet      | Участница                                 |
| 2021 | Girls Planet 999   | Mnet      | Наставница                                |

## Концерты и туры

### Мировые туры
- Sunmi 1st World Tour: Warning (2019)
- 2022 Sunmi Tour Good Girl Gone Mad (2022)

### Онлайн-концерты
- Good Girl Gone Mad (2021)

## Награды и номинации
| Год  | Премия                   | Номинация                                       | Что номинировано | Результат |
| ---- | ------------------------ | ----------------------------------------------- | ---------------- | --------- |
| 2013 | Mnet Asian Music Awards  | Лучшая артистка                                 | Сонми            | Номинация |
| 2013 | Mnet Asian Music Awards  | Артист года                                     | Сонми            | Номинация |
| 2013 | Mnet Asian Music Awards  | Лучшее женское танцевальное сольное выступление | «24 Hours»       | Номинация |
| 2014 | Seoul Music Awards       | Награда Бонсан                                  | Сонми            | Номинация |
| 2014 | Seoul Music Awards       | Награда за популярность                         | Сонми            | Номинация |
| 2014 | Mnet Asian Music Awards  | Лучшая артистка                                 | Сонми            | Номинация |
| 2014 | Mnet Asian Music Awards  | Артист Года                                     | Сонми            | Номинация |
| 2014 | Mnet Asian Music Awards  | Лучшее сольное танцевальное выступление         | «Full Moon»      | Победа    |
| 2014 | SBS MTV Best of the Best | Лучшее женское соло                             | Сонми            | Номинация |
| 2015 | Seoul Music Awards       | Награда Бонсан                                  | Сонми            | Номинация |
| 2015 | Seoul Music Awards       | Награда за популярность                         | Сонми            | Номинация |
| 2015 | Seoul Music Awards       | Специальная награда Халлю                       | Сонми            | Номинация |
| 2015 | Gaon Chart Music Awards  | Песня года — Февраль                            | «Full Moon»      | Номинация |
| 2016 | Fashionista Awards       | Лучшая мода — Женщины                           | Сонми            | Номинация |
| 2017 | Fashionista Awards       | Лучшая мода — движение в социальных сетях       | Сонми            | Номинация |
| 2017 | Mnet Asian Music Awards  | Лучшая артистка                                 | Сонми            | Номинация |
| 2017 | Mnet Asian Music Awards  | Артист года                                     | Сонми            | Номинация |
| 2017 | Mnet Asian Music Awards  | Стиль в музыке                                  | Сонми            | Победа    |
| 2017 | Mnet Asian Music Awards  | Лучшее сольное танцевальное выступление         | «Gashina»        | Номинация |
| 2017 | Melon Music Awards       | Лучший женский танец                            | «Gashina»        | Номинация |
| 2018 | Golden Disc Awards       | Цифровой Бонсан                                 | «Gashina»        | Номинация |
| 2018 | Golden Disc Awards       | Награда за популярность                         | Сонми            | Номинация |
| 2018 | Seoul Music Awards       | Награда Бонсан                                  | Сонми            | Номинация |
| 2018 | Seoul Music Awards       | Награда за популярность                         | Сонми            | Номинация |
| 2018 | Seoul Music Awards       | Специальная награда Халлю                       | Сонми            | Номинация |
| 2018 | Gaon Chart Music Awards  | Песня года — Август                             | «Gashina»        | Победа    |
| 2018 | Mnet Asian Music Awards  | Лучшая артистка                                 | Сонми            | Победа    |

### Награды на музыкальных шоу

#### Music Core
| Год  | Дата      | Песня     |
| ---- | --------- | --------- |
| 2018 | 27 января | «Heroine» |

#### Inkigayo
| Год  | Дата        | Песня       |
| ---- | ----------- | ----------- |
| 2014 | 2 марта     | «Full Moon» |
| 2017 | 3 сентября  | «Gashina»   |
| 2017 | 10 сентября | «Gashina»   |
| 2017 | 24 сентября | «Gashina»   |
| 2018 | 28 января   | «Heroine»   |

#### M!Countdown
| Год  | Дата       | Песня     |
| ---- | ---------- | --------- |
| 2017 | 7 сентября | «Gashina» |
| 2018 | 25 января  | «Heroine» |

#### Show Champion
| Год  | Дата       | Песня     |
| ---- | ---------- | --------- |
| 2017 | 6 сентября | «Gashina» |